# Okazja czyni złodzieja
Okazja czyni złodzieja, czyli zamiana walizek (wł. L’occasione fa il ladro, ossia Il cambio della valigia) – opera buffa (oryginalna nazwa: „burletta per musica”) w jednym akcie Gioacchino Rossiniego z librettem Luigiego Prividali na podstawie wodewilu Le prétendu par hasard, ou L’occasion fait le larron autorstwa Eugène Scribe. Premiera odbyła się 24 listopada 1812 roku w Teatro San Moisè w Wenecji.

## Historia powstania dzieła
Okazja czyni złodzieja, czyli zamiana walizek to czwarta z pięciu jednoaktowych oper buffa, które Rossini skomponował dla weneckiego teatru San Moisè w latach 1810–1813. Pozostałe farsy to Weksel małżeński, Szczęśliwe oszukanie, Jedwabna drabinka i Signor Bruschino.
Libretto, które napisał Luigi Prividali opiera się na francuskim wodewilu Le prétendu par hasard, ou L’occasion fait le larron autorstwa Eugène’a Scribe. Rossini był bardzo zapracowany w roku 1812, tworząc kilka oper (Cyrus w Babilonii, Jedwabna drabinka, Kamień probierczy), był już też zajęty tworzeniem Signor Bruschino i opery Tankred dla Teatro La Fenice. W dodatku był chory, więc aby wywiązać się z umowy z teatrem, skomponował muzykę w pośpiechu, w ciągu 11 dni.
Premiera odbyła się 24 listopada 1812 roku w Teatro San Moisè w Wenecji wraz z „farsa giocosa” Un avvertimento ai gelosi Stefano Pavesiego. Śpiewakami byli tenor Gaetano Del Monte (Don Eusebio), sopran Giacinta Guidi Canonici (Berenice), tenor Tommaso Berti (Hrabia Alberto), bas Luigi Pacini (Don Parmenione), mezzosopran Carolina Nagher (Ernestina) i bas Filippo Spada (Martino). Spektakl nie był tak udany, jak poprzednie opery. Powstało dzieło słabe i po pięciu przedstawieniach zeszło z afisza.

## Dalsze losy opery
W kolejnych latach operę wykonywano częściej, np. w 1817 r. pod nazwą Lo scambio delle valigie (Zamiana walizek) w Teatro Carolino w Palermo. W tym samym miejscu w 1821 r. pokazano operę pod jej oryginalną nazwą. Inne miejsca, gdzie wystawiano operę to: w 1822 r. Teatro de la Santa Cruz w Barcelonie i La Scala w Mediolanie; w 1826 r. Lizbona, a w 1834 r. Wiedeń (w języku niemieckim).
W XX wieku operę wznowiono w Pesaro w 1916 r. Były także przedstawienia w Neapolu w 1963 r. i ponownie w Pesaro w 1987 r., w ramach Rossini Opera Festival. Od tamtej pory utwór trzykrotnie był wykonany na tym festiwalu (w latach: 1989, 1996 i 2013).

## Treść opery
W burzową noc Don Parmenione i hrabia Alberto znajdują schronienie w tym samym wiejskim hotelu. Pierwszy jest na tropie siostry przyjaciela, która uciekła z uwodzicielem. Drugi jest w drodze do Neapolu, gdzie po raz pierwszy zobaczy swoją narzeczoną.
Wyruszając w dalszą drogę, sługa hrabiego Alberto przez pomyłkę zabiera walizkę Don Parmenione. Parmenione i jego sługa Martino zauważają zamianę. Martino, przekonany, że można wykorzystać sytuację, sprawdza zawartość walizki. Jest tam między innymi paszport Alberto i portret młodej kobiety, która oczarowuje Parmenione. Sądząc, że to kobieta obiecana Alberto, Parmenione postanawia go zastąpić i poślubić tę piękność.
Tymczasem w domu młodej markizy Berenice trwają przygotowania do przyjazdu nieznanego narzeczonego. Młoda kobieta jest pełna obaw. Ojciec przed śmiercią przeznaczył ją Alberto, ale ona postanawia, że nie zdecyduje się go poślubić, chyba że najpierw zostanie przekonana o jego uczuciach i o ich szczerości. Dlatego postanawia zamienić się ubraniami z Ernestiną, swoją pokojówką i powiernicą. Dzięki temu okaże się, w kim hrabia jest naprawdę zakochany. Don Eusebio, wujek i opiekun Berenice, godzi się na ten plan.
Don Parmenione przybywa w roli hrabiego Alberto i spotyka Ernestinę w stroju markizy. Młoda kobieta od razu go polubiła, i on odwzajemnia uczucie, choć dziewczyna nie jest za bardzo podobna do tej z portretu. Potem pojawia się prawdziwy Alberto, który spotyka Berenice (jako kelnerkę). Oni także zakochują się w sobie od pierwszego wejrzenia. Ona, cieszy się z oblubieńca, któremu jest przeznaczona, a on ubolewa, że to nie jego narzeczona wzbudziła w nim tak gwałtowne uczucie.
Kiedy obie pary znajdą się przed księdzem Eusebio, zaczyna się wielkie zamieszanie. Nie wiadomo, który z dwóch zalotników mówi prawdę o ich tożsamości, ale Parmenione jest faworyzowany, bo posiada paszport Alberto. Alberto oświadcza Ernestinie, że wierzy, że jest obiecaną narzeczoną, że jest w stanie zrezygnować z tego układu, jeśli nie ma wzajemnej miłości. W ten sposób pokazuje swoją szczerość. Tymczasem Parmenione traktuje kelnerkę Berenice dość nieprzyjaźnie; nie wie, czy jej wierzyć, kiedy deklaruje, że jest prawdziwą panną młodą, a pytany przez nią kilkakrotnie popełnia błędy, pokazując, że niewiele wie o życiu prywatnym Alberto. Tymczasem Martino, zawstydzony pytaniami Don Eusebio i Ernestiny o prawdziwą tożsamość jego pana, próbuje jakoś zaradzić sprawie.
W obecności Berenice dochodzi do konfrontacji dwóch zalotników. Ujawniają się, jeśli nie ich tożsamości, to przynajmniej ich prawdziwe uczucia: Parmenione wybrał Ernestinę, a jeśli Berenice odwzajemni miłość Alberto, ten poślubi ją bez względu na to, czy jest markizą, czy nie.
Mimo to Berenice jest wściekła: chce być panią swojego przeznaczenia i chce poznać prawdę. Wreszcie to sam Parmenione z własnej woli przedstawia się don Eusebio i Ernestinie swoim prawdziwym imieniem. Okazuje się, że Ernestina jest dziewczyną, której poszukiwał Parmenione. Mężczyzna, z którym uciekła, opuścił ją. Parmenione oświadcza się jej, a ona się zgadza. Wszystko idzie w dobrym kierunku. Alberto może poślubić Berenice i wybacza Parmenione. Okazuje się też, że to nieporozumienie uczyniło Parmenione złodziejem: portret w walizce tak naprawdę przedstawiał siostrę Alberto, i miał to być prezent dla przyszłej narzeczonej.

## Numery muzyczne
- 1 Uwertura i introdukcja Frema in cielo il nembo irato (Parmenione, Martino, Alberto)
- 2 Aria Che sorte, che accidente (Parmenione)
- 3 Aria Vicino è il momento (Berenice)
- 4 Kwintet Quel gentil, quel vago oggetto (Parmenione, Ernestina, Alberto, Berenice, Eusebio)
- 5 Recytatyw i Aria D’ogni più sacro impegno (Alberto)
- 6 Duet Per conoscere l’inganno – Voi la sposa! (Parmenione, Berenice)
- 7 Aria Il mio padrone è un uomo (Martino)
- 8 Recytatyw i Aria Voi la sposa pretendete (Berenice)
- 9 Duet Oh quanto son grate le pene d’amore (Alberto, Berenice)
- 10 Finał Quello, ch’io fui, ritorno (Parmenione, Ernestina, Eusebio, Alberto, Berenice, Martino)[5].

## Muzyka
Młody kompozytor pomimo pośpiechu, nie stronił przy pisaniu opery od nowych rozwiązań: zrezygnował ze zwyczajowej długiej uwertury i rozpoczął operę od instrumentalnego wstępu przy podniesionej kurtynie, który przechodzi do pierwszego numeru, czyli introdukcji. Fakt, że zapożyczył tu burzową muzykę (Temporale) z Kamienia probierczego, nie miał nic wspólnego z brakiem czasu czy lenistwem, a raczej z typową dla Rossiniego procedurą „recyklingu” wcześniejszego, podobnego materiału. Temat następnie wyląduje w Cyruliku Sewilskim.